# Мартин, Кен
Кен Мартин (англ. Ken Martin; род. 17 июля 1973, Миннеаполис, Миннесота) — американский политический и партийный деятель; лидер Демократической партии США, председатель национального комитета Демократической партии с 1 февраля 2025.

## Биография
Родился 17 июля 1973 года в Миннесоте.
Начал свою политическую карьеру в 1990 году, придерживается левых взглядов, идеи мира и свободы.
В 1992 году он организовал мероприятия в кампусах по всей южной части страны в поддержку президентской кампании Билла Клинтона и Альберта Гора. После завершения своего обучения он продолжил работать в политике штата Канзаса, где занимал должность полевого директора в Демократической партии Канзаса.
В 1997—1999 годах полевой директор Демократической фермерско-трудовой партии Миннесоты (DFL).
Мартин завершил обучение в Канзасском университете в 1996 году, получив степень бакалавра в области политологии и истории. Его активное участие в студенческом самоуправлении и жизни университета отметило канцлера Роберта Хеменуэя, который вручил ему Мемориальную премию Дональда К. Олдерсона. Эта награда присуждается выпускнику, чья деятельность в кампусе принесла значительную пользу другим студентам и способствовала общему благу.